# كونراد مكراي
كونراد مكراي (بالإنجليزية: Conrad McRae)‏ مواليد 11 يناير 1971 في نيويورك - الوفاة 10 يوليو 2000، كان لاعب كرة سلة أمريكي. بدأ مسيرته الاحترافية في سنة 1993. تم اختياره من قبل فريق واشنطن ويزاردز خلال الدرافت. بلغ طوله 6 قدم 11 بوصة (2.1 م).

## المسيرة الاحترافية
لعب مع فنربخشة لكرة السلة في الدوري التركي في موسم 1993–1994، ثم لعب مع فورتيتودو بولونيا في الدوري الإيطالي في موسم 1996–1997، ثم لعب مع نادي فنربخشة في موسم 1998–1999.

## روابط خارجية
- كونراد مكراي على موقع سبورتس رفرنس (الإنجليزية)
- كونراد مكراي على موقع كرة السلة الأوروبية.كوم (الإنجليزية)
- كونراد مكراي على موقع كلية كرة السلة في سبورتس رفرنس.كوم (الإنجليزية)
- كونراد مكراي على موقع ريلجم (الإنجليزية)
- كونراد مكراي على موقع بروبوليرز (الإنجليزية)
- كونراد مكراي على موقع سبورتس رفرنس (الإنجليزية)